# Нижняя задняя зубчатая мышца
Нижняя задняя зубчатая мышца (m. serratus posterior inferior) — мышца третьего слоя поверхностных мышц спины, располагается в месте перехода грудного отдела в поясничный. Начинается от остистых отростков 11 (12) нижних грудных позвонков и 2(3) верхних поясничных (от поверхностного листка пояснично-грудной фасции лат. fascia thoracolumbalis). Направляется косо вверх и латерально четырьмя пучками и прикрепляются к наружной поверхности 9-12 ребра.

## Функция
Опускает нижние ребра, участвуя в акте дыхания. Является вспомогательной дыхательной мышцей.